# Jean-André Faucher
 (décembre 2014).
Si vous disposez d'ouvrages ou d'articles de référence ou si vous connaissez des sites web de qualité traitant du thème abordé ici, merci de compléter l'article en donnant les références utiles à sa vérifiabilité et en les liant à la section « Notes et références ».
Pour les articles homonymes, voir Faucher et JAF.
Jean-André Faucher (parfois surnommé JAF et connu comme écrivain sous les pseudonymes de Asmodée et Le Cousin Jean) est un journaliste français né le 19 octobre 1921 à Clichy et mort le 20 novembre 1999 dans le 10e arrondissement de Paris. Homme d'influence atypique, militant nationaliste et vichyste dans sa jeunesse, il passa plus tard à la gauche radicale-socialiste et devint un dignitaire de la franc-maçonnerie.

## Biographie

### Jeunesse
Lointain parent de Léon Faucher, ministre de Napoléon III, il est né à Clichy, de père limousin et de mère alsacienne, et étudie au Lycée Gay-Lussac de Limoges, où il fait la connaissance de Roland Dumas. À l'âge de 16 ans, il s'engage au Parti populaire français (PPF) de Jacques Doriot. Dès 1939, il est secrétaire à la Jeunesse du PPF à Paris, comme adjoint de Paul Marion, et écrit à L'Émancipation nationale. À la fin de la même année, il regagne sa famille dans le Limousin, où il est nommé inspecteur régional du PPF, avant d'en être exclu pour des raisons politiques.

### Collaboration
Il s'engage après la défaite dans la Légion française des combattants en Haute-Vienne, organisation vichyste d’anciens combattants, et devient conseiller ouvrier des Chantiers de jeunesse. Paul Marion le fait devenir délégué à la Propagande du maréchal Pétain. 
Jean-André Faucher contribue à des revues telles que Réagir (des Gardes du peuple révolutionnaire), et fut un des responsables de la Jeunesse de France et d'Outre-mer (dont la revue était Franc-Jeu).
En juin 1943, il aurait déserté alors qu'il devait être requis pour le STO, et aurait été arrêté, puis incarcéré au camp allemand de Soulac-sur-mer, d'où il se serait échappé peu après. Il participe au journal collaborationniste Je suis partout, dans lequel il fait l'éloge de la Révolution nationale.

### Activités politiques après-guerre
Lors de l'épuration, Jean-André Faucher est dénoncé comme étant un indicateur de la Gestapo, et la Cour de justice de Limoges le condamne (juin 1946) à l'indignité nationale, et à la peine de mort par contumace pour « crime de trahison en temps de guerre ».
Il vit ainsi une cavale de 3 ans, pendant lesquelles il est, sous diverses identités, au 14e régiment de tirailleurs sénégalais, professeur dans une école privée d'Angers, ou encore employé dans une société d'assurances parisienne. Il collabore ensuite sous un faux nom au journal La Seine, proche de la SFIO.
Parallèlement, il est l'un des animateurs du Rassemblement travailliste français, fondé en 1947 par Julien Dalbin (devenu Mouvement travailliste national en 1955), « point de ralliement de l'extrême droite sociale » rassemblant d'anciens collaborationnistes du PPF ou du RNP (notamment Henri Barbé). Il est à nouveau reconnu, puis se réfugie à Montbéliard en 1947, où il travaille chez Peugeot. C'est alors que, sous le pseudonyme « colonel Clark », il fonde l'Armée française loyale une organisation paramilitaire clandestine et anticommuniste, impliquée dans le Plan bleu (ou encore « complot de Lamballe »), qui visait à renverser la Quatrième République.
Faucher est arrêté en octobre 1948, mettant fin à ses 3 ans de clandestinité. Il est amnistié pour ses activités de la Seconde Guerre mondiale, mais néanmoins condamné à 20 mois de prison pour son implication dans le Plan bleu. Il est libéré en juillet 1951. Il participe ensuite brièvement au journal La Sentinelle, prônant le « racisme scientifique ».
Il lance ensuite plusieurs lettres confidentielles, telles que La lettre à un cousin et La lettre de l'oncle Pierre, contenant un certain nombre d'informations sur la presse. Son activité journalistique s'exerce alors autant dans des journaux d'extrême-droite que dans des journaux de gauche : Rivarol, Charivari, L'Heure Française (sous le pseudonyme « docteur Guillotin »), Dimanche matin, L'Echo de la presse et de la publicité, Jeune Nation, L'Indiscret de Paris, ou encore Aux écoutes. Il a par ailleurs soutenu le mouvement de Pierre Poujade.
Il soutient les partisans de l'Algérie française, comme il l'écrit dans quatre ouvrages : L'Algérie rebelle en 1957, L'Agonie d'un régime en 1959, Les Barricades d'Alger en 1960, et Alger la maudite en 1963. Pourtant, un tract de l'OAS, distribué en 1964, brise la réputation de Faucher dans le milieu, l'accusant d'être un indicateur des Renseignements généraux infiltré dans l'OAS pour dénoncer ses membres.

### Radical-socialisme et franc-maçonnerie
C'est lors de ces activités qu'il rencontre le radical-socialiste Charles Hernu, après un droit de réponse de celui-ci, qui faisait suite à article de Dimanche Matin relatif à son passé vichyste.
Il est alors initié à la franc-maçonnerie, comme membre de la Grande Loge de France (GLF), adhère au Parti radical-socialiste, et écrit un Dictionnaire maçonnique (1984), publié par les éditions Jean Picollec[réf. nécessaire].
Proche d'André et Jacques Maroselli, il est l'un des fondateurs du club Louise Michel (1962), et le secrétaire général de l'Atelier républicain (fondé en 1962), club exclusivement composé de maçons, qui incarnait l'aile gauche du Parti radical, et dont l'objectif était de « redéfinir un socialisme solidariste en face du socialisme de tradition marxiste ».

### Soutien à François Mitterrand
(mars 2016).
En 1965, il travaille au rapprochement de son parti politique et de son obédience maçonnique avec François Mitterrand : les mouvements de Faucher (Atelier républicain et club Louise-Michel) se fondent dès lors dans la Convention des institutions républicaines (CIR), fondée en 1964 par Mitterrand. Ce dernier fait de Faucher l'un de ses attachés de presse pour la campagne (le directeur de la communication étant Charles Hernu).
N'étant pas à un paradoxe près, il participe, au cours même de la campagne, à la fondation de l'association Les amis d'Édouard Drumont, et écrit un article dans la revue nationale-européenne Europe-Action, où il exprime son soutien à Mitterrand au nom de la « gauche patriote [qui] ne pouvait que prendre dans le front de gauche ». Dans le même article, il salue ses « camarades d’Europe-Action et de la Fédération des étudiants nationalistes » comme les « héritiers authentiques d'un socialisme, dans la filiation de Blanqui et de Sorel ».
Tout en écrivant des ouvrages sur la gauche (La Gauche française sous de Gaulle en 1969) et la Commune de Paris (La Véritable histoire de la Commune, 1969), Faucher collabore à des publications réputées très à droite, comme Le Crapouillot (sous le pseudonyme de « Frédéric Vareuil »), Minute à partir de 1968, Valeurs actuelles à partir de 1970, où il anime la chronique politique signée « Eugène de Rastignac », et au Spectacle du Monde au cours de la même période. Il est d'ailleurs proche de Roland Gaucher.
Il poursuit en même temps son ascension dans la franc-maçonnerie : en 1977, il est fait grand secrétaire de la Grande Loge de France (GLF). Plus tard, il crée sa propre obédience, la Grande loge d'Orient et d'Occident. Il crée également deux mouvements radicaux mineurs, le Rassemblement de la gauche radicale en 1977, qui devient la Fédération nationale des républicains de gauche en 1984.
Secrétaire général du Syndicat de la presse parisienne (SPP), il est nommé au Conseil économique et social après la victoire de Mitterrand en 1981, sur proposition de Laurent Fabius. Peu après, il est nommé conseiller au secrétariat d'État aux départements et territoires d'outre-mer que dirige Georges Lemoine, où, via ses réseaux francs-maçons, il est chargé d'établir le dialogue entre Caldoches et Kanaks en Nouvelle-Calédonie. À la suite de cette mission, il est fait chevalier de la Légion d'honneur en 1986, ce qui crée une polémique en raison du passé de Jean-André Faucher.
Il meurt en 1999. Il est le père de Jean-Pierre Faucher, rédacteur en chef du Figaro et ancien membre de la Fédération de la gauche démocrate et socialiste.

## Publications
- L'Affaire des fuites (avec Jean-Louis Febvre), EFI, 1965
- L'Algérie rebelle, Éditions du Grand Damier, 1957
- L'Agonie d'un régime (1952-1958), Éditions Atlantic, 1959
- Les Barricades d'Alger. Janvier 1960, Éditions Atlantic, 1960
- L'An I du système gaulliste, Presses continentales, 1960
- La Commune de Paris:
  - Tome 1, La Crosse en l'air, Éditions Atlantic, 1960
  - Tome 2, À travers Paris insurgé, Éditions Atlantic, 1960
  - Tome 3, L'Agonie de la Commune, Éditions Atlantic, 1960
- La Cinquième République. Les Dieux ont bu, Éditions Galic, 1962
- Alger la maudite, Galic, 1962
- Les Clubs politiques en France, J. Didier, 1965
- Le Quatrième pouvoir, la presse française de 1830 à 1960, EPP, 1968
- Histoire de la franc-maçonnerie en France (avec Achille Ricker), Nouvelles Éditions latines, 1968
- La Gauche française sous de Gaulle, J. Didier, 1969
- La Véritable histoire de la Commune
  - Tome 1, Paris la Rouge, Éditions du Gerfaut, 1969
  - Tome 2, Les Roses de Mai, Éditions du Gerfaut, 1969
- La Franc-maçonnerie vous connaissez ? Enquête (avec Achille Ricker), Nouvelles éditions latines, 1977
- Ces messieurs de la Maison Rouge. La comédie contemporaine (signé Eugène de Rastignac), Albatros, 1981
- Dictionnaire maçonnique, Jean Picollec, 1981
- Histoire de la Grande Loge de France, 1738-1980, Albatros, 1981
- Histoire du nazisme
  - Tome 1, La Jeunesse d'Adolph Hitler, Éditions du Gerfaut, 1984
  - Tome 2, La Conquête du pouvoir, Éditions du Gerfaut, 1984
  - Tome 3, A l'assaut de l'Europe, Éditions du Gerfaut, 1984
  - Tome 4, La Mort des Aigles, Éditions du Gerfaut, 1984
- Les Francs-maçons et le pouvoir. De la Révolution à nos jours, Perrin, 1986
- Dictionnaire historique des francs-maçons. Du XVIIIe siècle à nos jours, Perrin, 1988
- Le Dictionnaire Rastignac illustré (signé Eugène de Rastignac), Valmonde, 1998

## Distinction
- Chevalier de la Légion d'honneur